# کاشیرا
شهر کاشیرا (به روسی: Кашира) در کشور روسیه و در اوبلاست مسکو واقع شده‌است.